# Lanfranco Fabriani
Lanfranco Fabriani (Roma, 23 febbraio 1959) è uno scrittore di fantascienza italiano, due volte vincitore del Premio Urania.

## Biografia
Nato a Roma nel 1959, si è laureato nel 1986 in letterature comparate con una tesi sulla fantascienza post atomica.
Esordisce come scrittore nel 1982 pubblicando il racconto Studio in grigio sulla fanzine The Time Machine. Tra il 1982 e il 1987 ha pubblicato vari racconti sulle fanzine The Time Machine, Vox Futura, Thx 1138, The Dark Side; nel 1984 è stato finalista alla sesta edizione del Premio Mary Shelley (organizzato da The Time Machine) e premiato come miglior esordiente.
Dopo avere collaborato come saggista a L'informatore librario e Fiera, dal 1987 è divenuto collaboratore fisso della rivista Delos, curando varie rubriche.
Nel 2001 ha vinto il Premio Urania con il romanzo Lungo i vicoli del tempo e nel 2004 lo stesso premio con il seguito Nelle nebbie del tempo. Il personaggio protagonista della serie è l'agente Mariani, vicedirettore dell'Ufficio Centrale Cronotemporale Italiano (UCCI), una sorta di agenzia segreta governativa che gestisce i viaggi nel tempo e protegge il passato dell'Italia dagli attacchi di potenze straniere ostili. Nelle nebbie del tempo è stato inoltre vincitore del Premio Italia, che Fabriani ha vinto anche col racconto Passaggi incrociati apparso anche sulla rivista Robot.
È sistemista unix/Linux e lavora presso l'Università di Roma "La Sapienza" come tecnico informatico.

## Opere
- Lungo i vicoli del tempo, Urania 1453, Mondadori, Milano, 2002; Delos Books, Milano 2014
- Nelle nebbie del tempo, Urania 1504, Mondadori, Milano, 2005
- I quadrivi del tempo e dello spazio, con una introduzione di Vittorio Curtoni, collana Fantascienza.com, Delos Books, Milano, 2011 (raccolta di racconti)
- Il cerchio di paglia, Delos Books, Milano 2016
- YouWorld, in collaborazione con Giovanni De Matteo, Delos Books, Milano 2018